# Marlies Berger
Marlies Berger - verheiratet Westphal - (* um 1943) ist eine deutsche Tischtennis-Nationalspielerin.

## Werdegang
Berger begann ihre Laufbahn beim Verein Grünweiß Frankfurt und wechselte 1957 zu Eintracht Frankfurt. Mit dessen Damenmannschaft wurde sie 1957/58 und 1958/59 Deutscher Meister.
1962 wurde sie für die Individualwettbewerbe der Europameisterschaft nominiert. Dabei gewann sie im Einzel gegen Ana Maria Navarro (Spanien), Josee Wouters (Belgien) und verlor in der dritten Runde gegen Mary Shannon (England). Das Doppel mit Rosemarie Gomolla erreichte nach Siegen über Micheline Stas/Josiane Cornelis (Belgien) und Monique Jaquet/Franziska Hassler (Schweiz) das Viertelfinale, wo es an den späteren Europameistern Mary Shannon/Diane Rowe (England) scheiterte. Auch im Mixed mit ihrem Bruder Wolf Berger kam sie ins Viertelfinale. Sie gewannen gegen Paul Bertrand/Josee Wouters (Belgien), Bjorne Mellstroem/Birgitta Tegner (Schweden) und Manfred Konieczka/Edith Steinke (Deutschland). Dann waren Alsér/Harst (Schweden/Deutschland) zu stark.
Im April 1964 bestritt sie ihr erstes Länderspiel. Gegen die Niederlande siegte sie ein Mal und musste sich zwei Mal geschlagen geben. Insgesamt nahm sie an sechs Länderspielen teil, darunter an mehreren inoffiziellen Länderkämpfen.
In der Saison 1963/64 erzielte sie in der Oberliga, der damals höchsten deutschen Spielklasse, eine 18:0-Bilanz. Bei den Nationalen Deutschen Meisterschaften erreichte sie zweimal das Halbfinale: 1963 im Doppel mit Karla Schulz und 1966 im Mixed mit Wolf Berger.

## Privat
Berger hat einen Bruder, den Nationalspieler Wolf Berger. Nach ihrer Heirat hieß sie Marlies Westphal. 1962 wurde sie Sekretärin beim Deutschen Fußball-Bund DFB.

## Turnierergebnisse
| Verband | Veranstaltung       | Jahr | Ort    | Land | Einzel    | Doppel        | Mixed         | Team |
| ------- | ------------------- | ---- | ------ | ---- | --------- | ------------- | ------------- | ---- |
| FRG     | Europameisterschaft | 1962 | Berlin | FRG  | letzte 16 | Viertelfinale | Viertelfinale |      |